# Gare de Néchin
Ne doit pas être confondu avec Gare de Néchin La Festingue.
La gare de Néchin est une ancienne gare ferroviaire belge de la ligne 75A, de Mouscron à Froyennes, située à Néchin section de la Commune d'Estaimpuis dans la province de Hainaut en région wallonne. 
Elle est mise en service en 1842 par l'administration des chemins de fer de l'État Belge et ferme le 26 septembre 1993.

## Situation ferroviaire
Établie à 19 m d'altitude, la gare Néchin était située au point kilométrique (PK) 9,4 de la ligne 75A, de Mouscron à Froyennes, entre les gares fermées de Templeuve et de Leers-Nord.

## Histoire
Le 24 octobre 1842, l’administration des chemins de fer de l’État belge ouvre à l’exploitation l'embranchement de Mouscron à Tournai (actuelle ligne 75A) de la ligne de Gand à Mouscron et la frontière française. Néchin fait partie des gares d'origine.
La construction d'un bâtiment des recettes, au coût de 25 000 francs belges, est décidée en 1897. Il appartient au plan type 1895 et était complété par un pavillon pour les WC et la lampisterie, une halle à marchandises et un abri de quai.
Les bâtiments sont démolis à une date inconnue et la gare devient un point d'arrêt non-gardé qui ferme finalement le 26 septembre 1993.